# Thymus (dieren)
Thymus is een geslacht van vliesvleugeligen uit de familie Eulophidae. De wetenschappelijke naam van dit geslacht is voor het eerst geldig gepubliceerd in 1916 door Girault.

## Soorten
Het geslacht Thymus is monotypisch en omvat slechts de volgende soort:
- Thymus albocinctus (Ashmead, 1885)